# Grussenheim
Grussenheim (deutsch Grüssenheim; elsässisch Grüesa) ist eine französische Gemeinde mit 795 Einwohnern (Stand 1. Januar 2022) im Département Haut-Rhin in der Region Grand Est (bis 2015 Elsass). Sie gehört zum Arrondissement Colmar-Ribeauvillé und zum Kanton Colmar-2.

## Geografie
Die Gemeinde Grussenheim liegt ungefähr zwölf Kilometer nordnordöstlich von Colmar in der Oberrheinischen Tiefebene.

## Geschichte
Während der Römerzeit war die Gemarkung von Grussenheim besiedelt. Östlich des Ortes verlief entlang der sog. Heidenstraessle eine römische Straße. Eine punktuelle archäologische Ausgrabung wurde dort im Jahr 1896 durchgeführt (Flur Schloessle). Zwischen 1990 und 2016 fanden systematische Prospektionen statt, die u. a. 727 römische Münzen aus hauptsächlich spätrömischer Zeit hervorbrachten. Vermutlich handelt es sich bei dieser Fundstelle um einen Straßenvicus. Eine andere Fundstelle nordwestlich von Grussenheim im Bereich Nachtweide-Seirath lässt auf eine Villa rustica schließen.
Eine erste urkundliche Erwähnung Grussenheims datiert aus dem Jahr 736. Das Dorf wurde um 770 der Abtei von Ebersmünster untergeordnet. Von 1361 bis zur Französischen Revolution im Jahr 1789 war es unter der Obhut der Familie von Rathsamhausen. Die katholische Heilig-Kreuz-Kirche, erbaut von Joseph Michael Schnöller (1707–1767), wurde nach Zerstörung im Zweiten Weltkrieg wiedererrichtet.
Von 1871 bis zum Ende des Ersten Weltkrieges gehörte Grussenheim als Teil des Reichslandes Elsaß-Lothringen zum Deutschen Reich und war dem Kreis Colmar im Bezirk Oberelsaß zugeordnet.
Bis zum Einmarsch der Wehrmacht im Zweiten Weltkrieg hatten die meisten Juden Grussenheim verlassen. Die etwa zwanzig verbliebenen Juden wurden nach Südfrankreich deportiert. Bis auf einen wurden alle später ermordet. Die Synagoge von Grussenheim wurde 1940 auf deutsche Anweisung zerstört.
Der Hafalamarik – das heißt auf elsässisch so viel wie Häfelchenmarkt – wird seit 1850 jedes Jahr am 1. Mai durchgeführt – heute unter der französischen Bezeichnung Le Marché aux pots.
| Jahr      | 1910 | 1962 | 1968 | 1975 | 1982 | 1990 | 1999 | 2007 | 2014 |
| Einwohner | 856  | 591  | 618  | 638  | 628  | 714  | 768  | 847  | 801  |

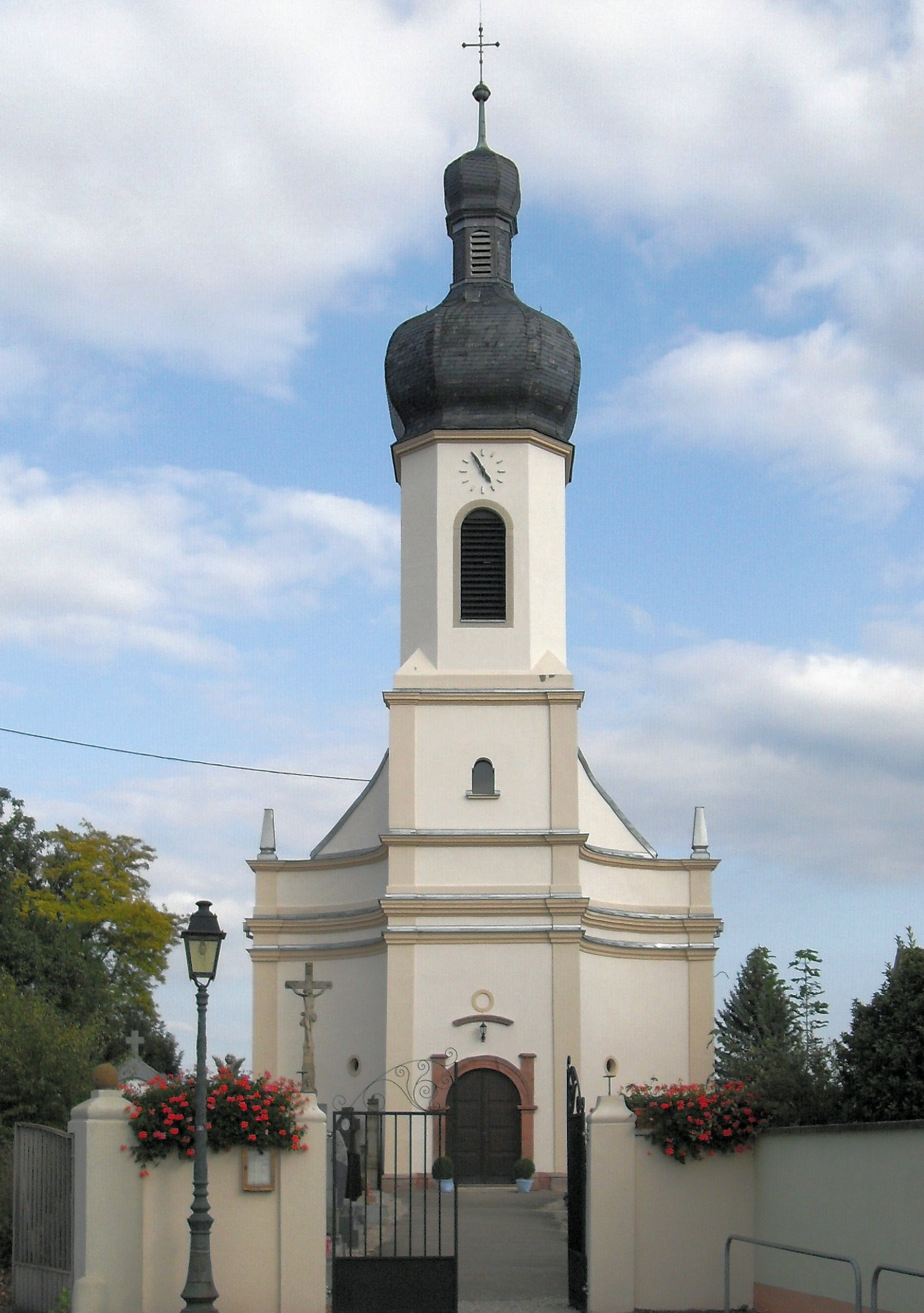
Kreuzerhöhungskirche
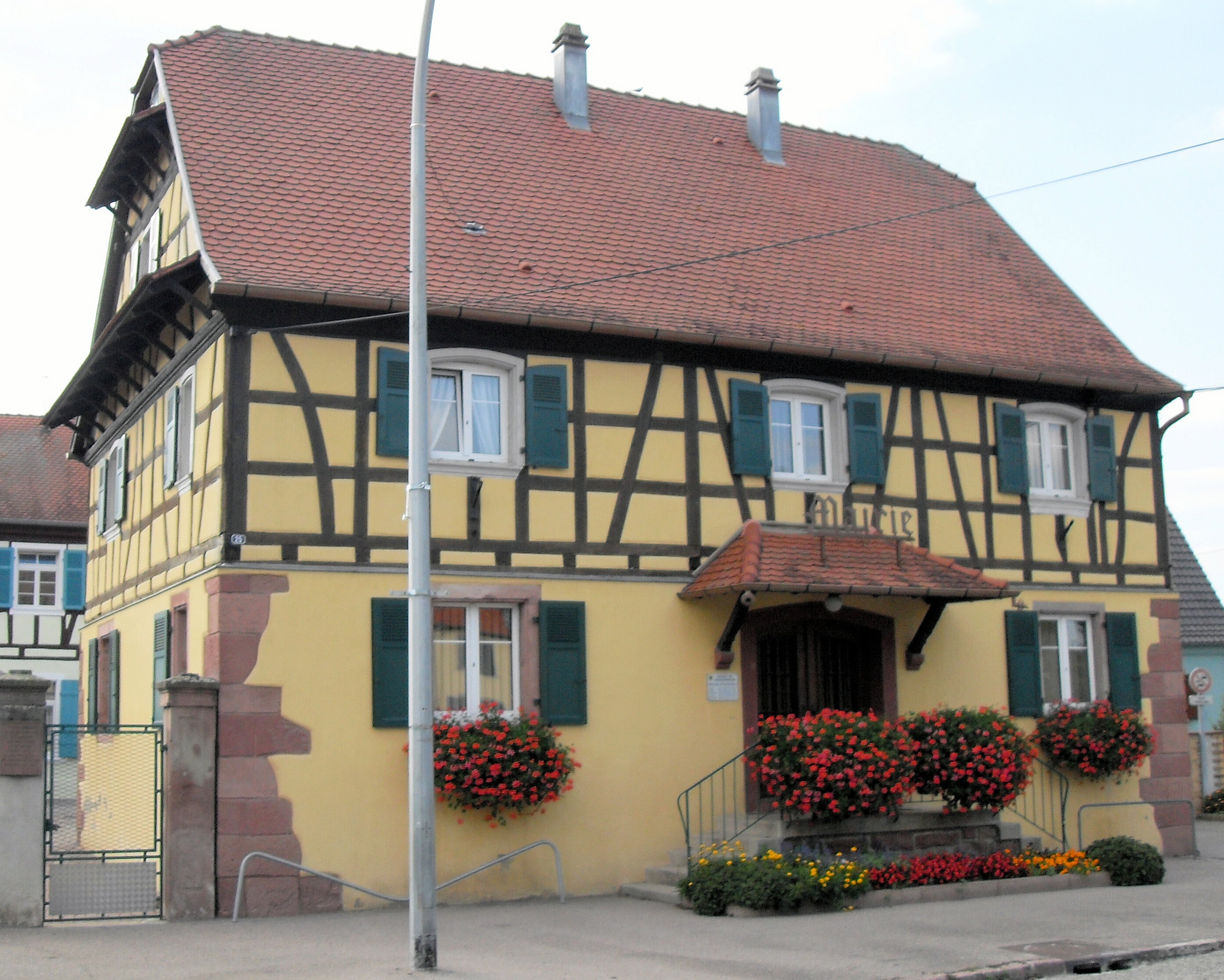
Mairie Grussenheim

## Gemeindepartnerschaften
Partnergemeinde von Grussenheim ist Seyches in der französischen Region Nouvelle-Aquitaine in Südwestfrankreich.

## Nachweise
1. ↑  Patrick Biellmann und Jean-Philippe Strauel: Le site de Grussenheim. In: Am anderen Flussufer. Die Spätantike beiderseits des südlichen Oberrhein, Landesamt für Denkmalpflege im Regierungspräsidium Stuttgart (Hrsg.), Esslingen 2019, ISBN 978-3-942227-44-5, S. 274ff.
2. 1 2  Gemeindeverzeichnis Deutschland 1900 – Kreis Colmar
3. ↑  Grussenheim (Elsass). Aus der Geschichte der jüdischen Gemeinden im deutschen Sprachraum, aufgerufen am 20. Dezember 2024.